# Young Kim
Young Oak Kim (* 18. Oktober 1962 in Incheon, Gyeonggi-do, Südkorea) ist eine amerikanische Politikerin der Republikanischen Partei. Seit 2023 vertritt sie den 40. Distrikt des Bundesstaats Kalifornien im Repräsentantenhaus der Vereinigten Staaten. Sie vertrat zwischen dem 1. Dezember 2014 und dem 30. November 2016 als Mitglied des California State Assembly den 65. Distrikt des Staates.

## Werdegang
Kim wurde 1962 als Kim Young-ok (김영옥) in Incheon, Südkorea geboren. Ihre Eltern verließen das Land 1975, um in die USA überzusiedeln. Kim ging daraufhin zuerst in Guam, später in Hawaii zur Schule. Danach studierte sie bis 1985 Betriebswirtschaft an der University of Southern California, wo sie einen Bachelor of Business Administration erwarb. Nach ihrem Abschluss arbeitete sie in einer Bank und nahm dann eine Stelle als Controllerin einer Damenmodenfabrik an. Kim gründete und führte später ein eigenes Unternehmen in derselben Branche. 1986 heiratete sie ihren Mann Charles, mit dem sie vier Kinder hat.

## Politik
Kims Einstieg in die Politik erfolgte, indem sie für den Kongressabgeordneten Ed Royce arbeitete. 2014 besiegte sie die Demokratin Sharon Quirk-Silva und zog in das California State Assembly ein. Zwei Jahre später wurde sie von Quirk-Silva wieder aus dem Amt verdrängt.
Kim bewarb sich daraufhin 2018 für die Nachfolge von Ed Royce als Mitglied des Repräsentantenhauses. Ihr Sieg galt lange als wahrscheinlich. Sie wäre die erste koreanischstämmige Frau im Kongress geworden. Letztendlich gewann jedoch Gil Cisneros mit 51,6 Prozent den Sitz. Im Jahr 2020 trat sie erneut an und gewann mit 50,6 Prozent der Stimmen gegen Cisneros.
Bei der offenen Primary (Vorwahl) für die Wahlen 2022, nunmehr für den 40. Kongresswahlbezirk, am 7. Juni belegte sie mit 34,6 Prozent den zweiten Platz. Bei der allgemeinen Wahl trat sie am 8. November 2022 gegen Asif Mahmood von der Demokratischen Partei an. Sie konnte die Wahl mit 58,5 Prozent der Stimmen für sich entscheiden und war dadurch im Repräsentantenhaus des 118. Kongresses vertreten. Bei der Wahl zum 119. Kongress im November 2024 wurde Kim Young mit 55,3 % wiedergewählt.

### Ausschüsse
Sie ist aktuell Mitglied in folgendem Ausschuss des Repräsentantenhauses:
- Committee on Financial Services
  - Financial Institutions and Monetary Policy
  - National Security, Illicit Finance, and  International Financial Institutions
- Committee on Foreign Affairs
  - Africa
  - Indo-Pacific

Kim war zuvor auch Mitglied im Committee on Science, Space, and Technology und im Committee on Small Business. Außerdem ist sie Mitglied in zwölf Caucuses sowie in fünf weiteren Gruppen und Kommissionen.

### Politische Positionen
Kim lehnt den Affordable Care Act ab und setzt sich für Steuersenkungen sowie einen Abbau von Handelsregulierungen ein. Bei ihrer Wahlkampagne 2018 wurde sie von der National Rifle Association unterstützt, obwohl sie ihre Position zu freiem Waffenbesitz nicht aktiv angesprochen hatte. Kim zeigte sich kritisch gegenüber einigen von der Regierung Donald Trumps vertretenen Positionen zur Einwanderung und lehnt die Trennung von Flüchtlingskindern von ihren Familien ab.